# Eleanor Friedberger
Eleanor Friedberger (Oak Park, 2 settembre 1976) è una cantante e polistrumentista statunitense.
A lei fa riferimento il titolo della canzone Eleanor Put Your Boots On dei Franz Ferdinand, uscita nel 2006.
Dal 2000 al 2011 e nuovamente nel 2020 (per un evento) ha fatto parte del gruppo indie rock The Fiery Furnaces, di cui fa parte anche suo fratello Matthew Friedberger. Ha pubblicato il suo primo album solista nel luglio 2011.
Ha collaborato con Francesco Bianconi nel suo album da solista Forever (2020), in particolare nel brano The Strenght.

## Discografia
Solista
- 2011 – Last Summer
- 2013 – Personal Record
- 2016 – New View
- 2018 – Rebound

The Fiery Furnaces
- 2003 – Gallowsbird's Bark
- 2004 – Blueberry Boat
- 2005 – EP
- 2005 – Rehearsing My Choir
- 2006 – Bitter Tea
- 2007 – Widow City
- 2008 – Remember
- 2009 – I'm Going Away
- 2009 – Take Me Round Again